# Lista över fornlämningar i Gotlands kommun (Hogrän)
Lista över fornlämningar i Gotlands kommun (Hogrän) är en förteckning av ett urval av de fornlämningar som finns i Hogrän i Gotlands kommun.
| Namn          | Lämningstyp                      | Tillkomsttid | Historisk indelning | Plats | Läge                 | ID-nr          | Bild                                      |
| ------------- | -------------------------------- | ------------ | ------------------- | ----- | -------------------- | -------------- | ----------------------------------------- |
| Hogrän 5:1    | Hällristning                     |              | Hogrän, Gotland     |       | 57.504367, 18.307970 | 11100000000780 | Ladda upp en bild av detta fornminne      |
| Hogrän 7:1    | Bildristning                     |              | Hogrän, Gotland     |       | 57.496800, 18.307189 | 10093900070001 | Ladda upp en bild av detta fornminne      |
| Hogrän 8:1    | Husgrund, förhistorisk/medeltida |              | Hogrän, Gotland     |       | 57.496186, 18.306964 | 10093900080001 | Ladda upp en bild av detta fornminne      |
| Hogrän 8:3    | Husgrund, förhistorisk/medeltida |              | Hogrän, Gotland     |       | 57.496355, 18.307915 | 10093900080003 | Ladda upp en bild av detta fornminne      |
| Hogrän 8:4    | Husgrund, förhistorisk/medeltida |              | Hogrän, Gotland     |       | 57.496329, 18.308387 | 10093900080004 | Ladda upp en bild av detta fornminne      |
| Hogrän 8:5    | Husgrund, förhistorisk/medeltida |              | Hogrän, Gotland     |       | 57.495998, 18.308441 | 10093900080005 | Ladda upp en bild av detta fornminne      |
| Hogrän 8:6    | Husgrund, förhistorisk/medeltida |              | Hogrän, Gotland     |       | 57.495971, 18.306597 | 10093900080006 | Ladda upp en bild av detta fornminne      |
| Hogrän 9:1    | Gravfält                         |              | Hogrän, Gotland     |       | 57.503880, 18.312466 | 10093900090001 | Ladda upp en bild av detta fornminne      |
| Hogrän 13:4   | Stensättning                     |              | Hogrän, Gotland     |       | 57.510265, 18.301296 | 10093900130004 | Ladda upp en bild av detta fornminne      |
| Hogrän 15:1   | Gravfält                         |              | Hogrän, Gotland     |       | 57.528747, 18.300369 | 10093900150001 | Ladda upp en bild av detta fornminne      |
| Hogrän 18:1   | Husgrund, förhistorisk/medeltida |              | Hogrän, Gotland     |       | 57.493219, 18.315205 | 10093900180001 | Ladda upp en bild av detta fornminne      |
| Hogrän 19:1   | Hällristning                     |              | Hogrän, Gotland     |       | 57.496494, 18.317206 | 11100000000781 | Ladda upp en till bild av detta fornminne |
| Hogrän 20:1   | Husgrund, förhistorisk/medeltida |              | Hogrän, Gotland     |       | 57.497124, 18.322428 | 10093900200001 | Ladda upp en bild av detta fornminne      |
| Hogrän 21:1   | Husgrund, förhistorisk/medeltida |              | Hogrän, Gotland     |       | 57.470084, 18.331086 | 11000000001590 | Ladda upp en bild av detta fornminne      |
| Hogrän 22:1   | Husgrund, förhistorisk/medeltida |              | Hogrän, Gotland     |       | 57.470285, 18.336374 | 10093900220001 | Ladda upp en bild av detta fornminne      |
| Hogrän 23:1   | Husgrund, förhistorisk/medeltida |              | Hogrän, Gotland     |       | 57.479770, 18.336964 | 10093900230001 | Ladda upp en bild av detta fornminne      |
| Hogrän 24:1   | Husgrund, förhistorisk/medeltida |              | Hogrän, Gotland     |       | 57.480111, 18.338299 | 10093900240001 | Ladda upp en bild av detta fornminne      |
| Hogrän 26:1   | Stensättning                     |              | Hogrän, Gotland     |       | 57.517890, 18.291499 | 10093900260001 | Ladda upp en bild av detta fornminne      |
| Hogrän 28:1   | Gravfält                         |              | Hogrän, Gotland     |       | 57.521762, 18.273070 | 10093900280001 | Ladda upp en bild av detta fornminne      |
| Hogrän 29:1   | Gravfält                         |              | Hogrän, Gotland     |       | 57.521327, 18.271926 | 10093900290001 | Ladda upp en bild av detta fornminne      |
| Hogrän 45:1   | Stensättning                     |              | Hogrän, Gotland     |       | 57.485809, 18.317451 | 10093900450001 | Ladda upp en bild av detta fornminne      |
| Hogrän 45:2   | Stensättning                     |              | Hogrän, Gotland     |       | 57.485710, 18.317861 | 10093900450002 | Ladda upp en bild av detta fornminne      |
| Hogrän 48:1   | Stensättning                     |              | Hogrän, Gotland     |       | 57.486159, 18.333133 | 10093900480001 | Ladda upp en bild av detta fornminne      |
| Hogrän 50:1   | Hällristning                     |              | Hogrän, Gotland     |       | 57.494379, 18.339436 | 11100000000856 | Ladda upp en bild av detta fornminne      |
| Hogrän 52:1   | Hällristning                     |              | Hogrän, Gotland     |       | 57.517994, 18.293659 | 10093900520001 | Ladda upp en bild av detta fornminne      |
| Hogrän 67:1   | Gravfält                         |              | Hogrän, Gotland     |       | 57.519521, 18.292824 | 10093900670001 | Ladda upp en bild av detta fornminne      |
| Hogrän 69:1   | Stensättning                     |              | Hogrän, Gotland     |       | 57.497026, 18.297232 | 10093900690001 | Ladda upp en bild av detta fornminne      |
| Hogrän 71:3   | Hällristning                     |              | Hogrän, Gotland     |       | 57.511515, 18.303492 | 11100000000857 | Ladda upp en bild av detta fornminne      |
| Hogrän 73:1   | Hällristning                     |              | Hogrän, Gotland     |       | 57.495177, 18.328268 | 11100000000858 | Ladda upp en bild av detta fornminne      |
| Hogrän 74:1   | Hällristning                     |              | Hogrän, Gotland     |       | 57.495319, 18.325912 | 11100000000859 | Ladda upp en bild av detta fornminne      |
| Hogrän 77:1   | Stensättning                     |              | Hogrän, Gotland     |       | 57.486650, 18.333897 | 10093900770001 | Ladda upp en bild av detta fornminne      |
| Hogrän 80:1   | Stensättning                     |              | Hogrän, Gotland     |       | 57.499680, 18.283538 | 10093900800001 | Ladda upp en bild av detta fornminne      |
| Hogrän 86     | Husgrund, förhistorisk/medeltida |              | Hogrän, Gotland     |       | 57.524050, 18.298958 | 12000000112738 | Ladda upp en bild av detta fornminne      |
| Hogrän 87     | Husgrund, förhistorisk/medeltida |              | Hogrän, Gotland     |       | 57.524310, 18.299519 | 12000000112739 | Ladda upp en bild av detta fornminne      |
| Hogrän 89     | Husgrund, förhistorisk/medeltida |              | Hogrän, Gotland     |       | 57.524521, 18.299554 | 12000000112742 | Ladda upp en bild av detta fornminne      |
| Hogrän 90     | Husgrund, förhistorisk/medeltida |              | Hogrän, Gotland     |       | 57.524404, 18.299942 | 12000000112743 | Ladda upp en bild av detta fornminne      |
| Hogrän 91     | Husgrund, förhistorisk/medeltida |              | Hogrän, Gotland     |       | 57.524746, 18.300574 | 12000000112744 | Ladda upp en bild av detta fornminne      |
| Atlingbo 47:1 | Stensättning                     |              | Hogrän, Gotland     |       | 57.487725, 18.334004 | 10089800470001 | Ladda upp en bild av detta fornminne      |
| Atlingbo 48:1 | Stensättning                     |              | Hogrän, Gotland     |       | 57.486690, 18.338057 | 10089800480001 | Ladda upp en bild av detta fornminne      |
| Atlingbo 85:1 | Stensättning                     |              | Hogrän, Gotland     |       | 57.487590, 18.335045 | 10089800850001 | Ladda upp en bild av detta fornminne      |